# Хочо
Хочо (рос. Хочо) — село у Мегіно-Кангалаському улусі Республіки Сахи Російської Федерації.
Населення становить 543 особи. Орган місцевого самоврядування — Нахарінський 2-й наслег.

## Географія

### Клімат
| Клімат Хочо               | Клімат Хочо | Клімат Хочо | Клімат Хочо | Клімат Хочо | Клімат Хочо | Клімат Хочо | Клімат Хочо | Клімат Хочо | Клімат Хочо | Клімат Хочо | Клімат Хочо | Клімат Хочо | Клімат Хочо |
| Показник                  | Січ.        | Лют.        | Бер.        | Квіт.       | Трав.       | Черв.       | Лип.        | Серп.       | Вер.        | Жовт.       | Лист.       | Груд.       | Рік         |
| Середній максимум, °C     | −37,6       | −29,8       | −13,7       | 0,8         | 12,7        | 22,3        | 25,3        | 21,3        | 11,4        | −4          | −24,6       | −35,5       | −4          |
| Середня температура, °C   | −41,4       | −35,7       | −22         | −6,5        | 6,4         | 15,3        | 18,4        | 14,7        | 5,8         | −8,7        | −29,2       | −39,4       | −10         |
| Середній мінімум, °C      | −45,2       | −41,5       | −30,2       | −13,7       | 0,1         | 8,3         | 11,6        | 8,1         | 0,3         | −13,3       | −33,8       | −43,2       | −16         |
| Норма опадів, мм          | 10          | 8           | 7           | 11          | 23          | 43          | 46          | 45          | 34          | 22          | 16          | 13          | 278         |
| ------------------------- | ----------- | ----------- | ----------- | ----------- | ----------- | ----------- | ----------- | ----------- | ----------- | ----------- | ----------- | ----------- | ----------- |
| Джерело: climate-data.org |             |             |             |             |             |             |             |             |             |             |             |             |             |

## Історія
Згідно із законом від 30 листопада 2004 року органом місцевого самоврядування є Нахарінський 2-й наслег.

## Населення
| 2002 | 2010 | 2012 | 2013 | 2014 | 2015 | 2016 |
| ---- | ---- | ---- | ---- | ---- | ---- | ---- |
| 778  | ↘622 | ↘590 | ↘571 | ↘556 | ↗558 | ↗559 |
| 2017 | 2018 |      |      |      |      |      |
| ↘556 | ↘543 |      |      |      |      |      |